# Schelfwerder
Schelfwerder ist ein Stadtteil von Schwerin, der Landeshauptstadt von Mecklenburg-Vorpommern.

## Lage
Der Schweriner Stadtteil Schelfwerder war einst im Jahre 1750 durch einen natürlichen Graben (Stangengraben) zwischen dem Schweriner See, dem Heidensee sowie dem Ziegelsee eine Halbinsel mit einer geographischen Ausdehnung von ca. 1,9 × 3 km mit einer Gesamtfläche von etwa 5,68 Quadratkilometern. Er besteht insbesondere vor allem aus Wiesen, Feuchtgebieten und Mischwald, und im Norden befinden
sich Moore. Ebenso wurden ca. 1,6 Hektar Kleingärten im Südosten der Halbinsel angelegt. Im Jahre 1898 war der Werderkanal mit einer Brückenüberführung einst eine Drehbrücken-Konstruktion mit dem Ziegelaußensee verbunden. Breite Schilfufer hat die Schwelfwerder-Insel am Schweriner-Innensee und am Ziegel-Außensee.

## Geschichte
Auf dem gerade einmal einen Meter über dem Seenspiegel liegenden Knochenberg (Knakenberg) links an der Straße Schwerin–Brühl soll sich einst bis zum Jahre 1763 eine Hinrichtungsstätte der Neustadt (Schelfstadt) befunden haben. Weil aber die „Schelfe“  Umgebung zur Zeit der Gründung der Stadt Schwerin dort schon besiedelt gewesen sein soll, könnte es sich durchaus auch um Grabstätten gehandelt haben. Die Insel war ursprünglich nur mit Hütten und Häusern des Forstgehöfts Schelfwerders in den Räumen der heutigen Stahlbetonbrücke über den Werderkanal aus dem Jahre 1962 bebaut. Vorher stand hier die im Jahre 1898 erbaute Drehbrücke.
Im nördlichen Teil der Insel produzierte bis nach dem Ersten Weltkrieg eine Kalkbrennerei, die die mehrere Meter dicke Wiesenkalkschicht aus dem Verlandungsgebiet des Ziegelsees dort abbaute. Erstmals wurde eine Ziegelei 1565 auf Schelfwerder erwähnt. Überreste einer Ziegelei, die offenbar um 1751 errichtet worden sein soll, befinden sich zwischen dem Knochenberg und dem acht Meter über dem Seenspiegel liegenden sogenannten Karlsberg unmittelbar am Ufer des Ziegelsees. Die Schelfwerder-Ziegelei produzierte Mauer- und Dachsteine für den Bau des großherzoglichen Arsenals von 1840 bis 1844 und dann ab 1845 bis 1850 wurde weiteres Ziegelei-Baumaterial auf Kähnen zur Schlossbaustelle befördert. Direkt vom Werderholz gewann man den zum Brennen benötigten Torf. Mit dieser Ziegelei war auch ein von der Ehefrau des Ziegeleimeisters betriebener Wirtshausgasthof verbunden.

## Umgebung

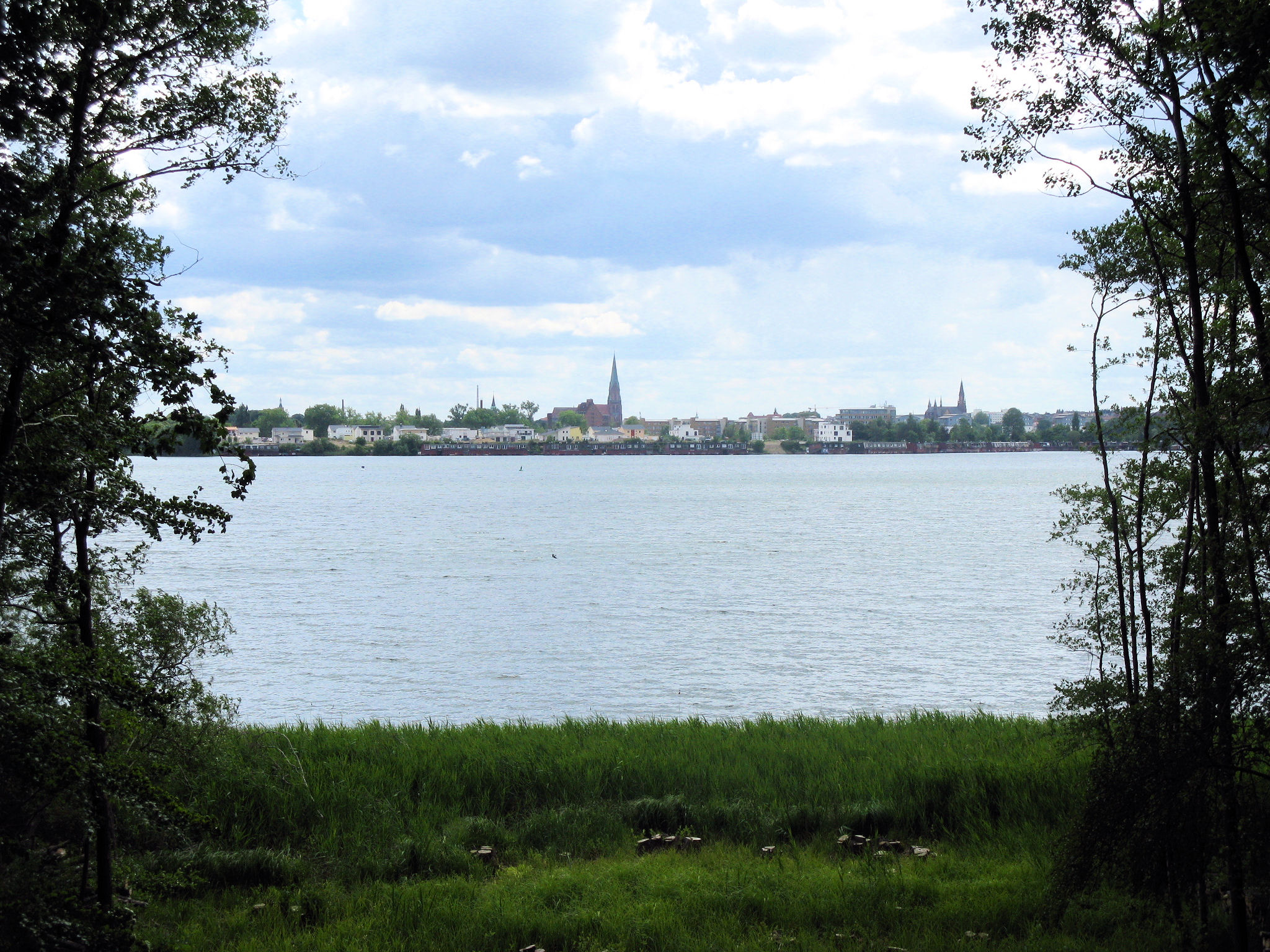
Blick von Schelfwerder auf den Ziegelsee

Bis zum Jahre 1842 war an der Stelle des heutigen Paulsdamms unwegsames Gelände wie Moor und Sumpf. Ein Befahren mit Fuhrwerken war nicht möglich. So entschloss sich der mecklenburgische Großherzog Paul Friedrich, hier einen Damm bauen zu lassen. Der Damm sollte die Wespentaille des Schweriner Sees beim Ramper Moor überbrücken und damit die östlichen Landesteile besser an die Residenzstadt anbinden. Auch wollte er so den Verkehr nach Schwerin ziehen. Die Umgebung wurde 1841 durch Chausseen erschlossen. Die Baumeister Wier und Jatzow übernahmen die Paulsdammbauleitung. Die Bauern aus der Umgebung mussten Erde ankarren, bis der Paulsdamm errichtet war. Nur an der Stelle des heutigen Paulsdammgrabens wurde eine Brücke errichtet, um einen Wasserweg zwischen den beiden Teilen des Schweriner Sees zu erhalten. Der 1840 angelegte Paulsgraben verbindet den äußeren Ziegelsee mit dem äußeren Schweriner See. Als im Jahre 1842/48 der Schweriner See durch die Aufschüttungen des Paulsdamms geteilt wurde, ließ man das Stück des Paulsdammgrabens offen. Die Wassertiefe des Paulsdammgrabens beträgt ca. 3 m und die Höhe bis zur Brücke 4,30 m. So können auch Fahrgastschiffe den Paulsdammgraben passieren – Freizeitkapitäne kreuzen ebenfalls diesen Wasserweg einschließlich des Langen Grabens.

## Besiedlung

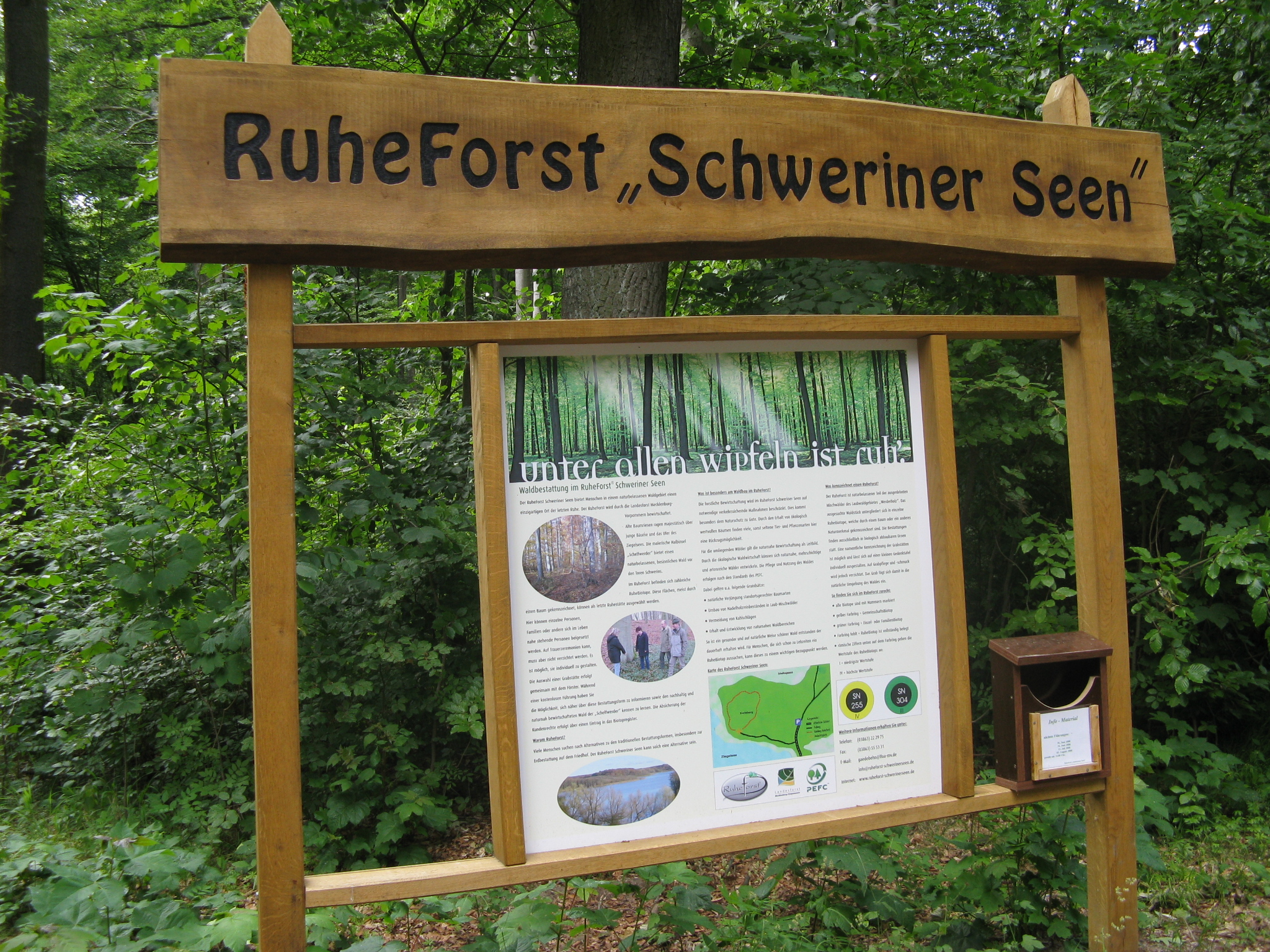
Infotafel des Ruheforstes „Schweriner Seen“ auf Schelfwerder

Die Halbinsel Schelfwerder mit ihren breiten Waldwegen und die schönen Ausblicke auf die Seen sind die Kennzeichen dieses alten Ausflugsgebietes der Schweriner. Insbesondere gegen Ende des 18. Jahrhunderts wurden die Werderfeste gefeiert, die Volksfeste fanden immer einen Tag nach den Pfingstfeiertagen statt, und es wurde Schelfwerder-Holz als Teil des Lohnes wohl auch als gegenmäßige Leistung als Deputat abgegeben. Im südlichen Teil, nahe dem Werderkanal des Ziegelaußensees, wurde im Jahre 1849 eine Badeanstalt errichtet. Ebenso wurden eine Raststätte und das noch heute existierende 1848 erbaute Forsthaus errichtet, die Johann Duwe'sche Gastwirtschaft, sowie 1850 eine Jagdhütte, die im Jahre 1890 zu einem attraktiven Jagdhaus umgebaut wurde. Das rege Baugeschehen Anfang des 20. Jahrhunderts am südlichen Randgebiet Schelfwerders erwog die Stadt Schwerin dazu, 1928 Schelfwerder zu einem weiteren Stadtteil für sich einzugemeinden. Die Stadtarchiv Schwerin-Adressbücher von 1941 und 1949 weisen Ernst Paul als Schankwirt des Schelfwerder Jagdhauses aus – im Jahre 1960 wurde die Gaststätte im Stil der Zeit der 1960er Jahre modernisiert, auch als Gartenlokal. Die über den Werderkanal führende Drehbrücke aus dem Jahre 1898 wurde 1962 durch eine Stahlbrückenkonstruktion ersetzt. Unklar bleibt, warum das Schelfwerder Jagdhaus im Jahre 1996 abbrannte – von ihm ist nur noch eine Ruine geblieben.
Auf der gegenüberliegenden Seite des 1848 erbauten Forsthofes wurden gewerbliche Bauwerke errichtet. Den Ruheforst „Schweriner Seen“ gibt es in Schelfwerder in der Nähe des Karlsbergs seit 2008, die durch Schelfwerder führende Güstrower Str. seit 1849. Lange Zeit stand rechts in Fahrtrichtung nach Schwerin der heutigen Bundesstraße 104 ein sowjetischer Panzer vom Typ T-34, später wurde er entfernt.
Der Stadtteil Schelfwerder umfasst 592 ha, das entspricht 4,53 % des Schweriner städtischen Gesamtgebietes.